# Amauris torrefacta
Amauris torrefacta är en fjärilsart som beskrevs av Le Cerf 1920. Amauris torrefacta ingår i släktet Amauris och familjen praktfjärilar. Inga underarter finns listade i Catalogue of Life.